# Alan Bateman
Alan Bateman fue un productor y escritor australiano, más conocido por haber creado la serie Home and Away.

## Biografía
Es hijo de William Glyde Bateman.
Su abuelo fue el jugador de criquet William Augustus "Bill" Bateman.
En 1963 se casó con la presentadora Judy Lee, la pareja tuvo dos hijas Phillippa Bateman una productora de cine y Anna Bateman una productora de televisión, más tarde la pareja se divorció.
A finales de la década de 1970 se casó con Clara Bateman y tuvieron tres hijos Eliza, William y Selena Bateman todos abogados.
Alan murió el 18 de agosto del 2012 luego de perder su batalla contra el cáncer.

## Carrera
Se unió como director técnico del 1962 Commonwealth y Empire Games en Perth antes de unirse a la ABC.
Sus series fueron transmitidas por diversas cadenas entre ellas TEN, Nine, ABC y Seven, y fue el jefe del departamento de drama para las cadenas Seven y Nine.
Alan es el creador de la exitosa serie australiana Home and Away.
En 1998 creó la novela para Seven The Power, The Passion.
Algunas de sus producciones fueron The Flying Doctors, The Rainbow Warrior Conspiracy, Elly and Jools, Family and Friends, Ring of Scorpio, The Fremantle Conspiracy, Nancy Wake, Melba, Peach’s Australia, Into the Wild, entre otras...

## Filmografía
Productor
| Año  | Título                         | Notas                                  |
| ---- | ------------------------------ | -------------------------------------- |
| 1989 | Ring of Scorpio                | productor ejecutivo                    |
| 1990 | Family and Friends             | productor ejecutivo                    |
| 1989 | The Rainbow Warrior Conspiracy | productor ejecutivo                    |
| 1989 | The Flying Doctors             | productor ejecutivo                    |
| 1988 | Home and Away                  | 157 episodios - productor ejecutivo    |
| 1988 | The Fremantle Conspiracy       | productor ejecutivo                    |
| 1988 | Great Performances             | episodio "Melba" - productor ejecutivo |
| 1988 | Barracuda                      | productor                              |
| 1987 | Nancy Wake                     | productor ejecutivo                    |

Escritor
| Año  | Título                 | Notas              |
| ---- | ---------------------- | ------------------ |
| 1989 | The Power, the Passion | creador & escritor |
| 1988 | Home and Away          | escritor           |